# Li Zehou
Li Zehou (chinesisch: 李泽厚; * 13. Juni 1930 in Changsha, China; † 2. November 2021 in Colorado) war ein chinesischer Wissenschaftler für Philosophie und Geistesgeschichte. Er lebte in den Vereinigten Staaten. Er gilt als bedeutender moderner Wissenschaftler der chinesischen Geschichte und Kultur, dessen Werk für die Zeit der chinesischen Aufklärung in den 1980er Jahren von zentraler Bedeutung war.

## Arbeit in China
1954 machte er seinen Abschluss an der Universität Peking und wurde an das Institut für Philosophie der Chinesischen Akademie der Sozialwissenschaften gesendet.

## Rolle in der chinesischen Kultur
Professor Yu Ying-shih von der Princeton University schrieb über Lis Rolle in der chinesischen Kultur: „Durch (seine) Bücher hat er eine ganze Generation junger chinesischer Intellektueller von der kommunistischen Ideologie emanzipiert.“ Li Zehou selbst schrieb, dass „unsere jüngere Generation sich danach sehnt, einen Beitrag zu den Bereichen der Philosophie zu leisten, und dass sie [nach neuen Wegen] sucht, um dem allgemeinen Ziel der Modernisierung der Nation sowie der Herausforderung der Frage, in welche Richtung sich die Welt entwickelt, zu ergründen.“

## Kritik an der Reaktion der chinesischen Regierung zum Thema Platz des Himmlischen Friedens
Li Zehou kritisierte die Reaktion der chinesischen Regierung auf die Proteste auf dem Platz des Himmlischen Friedens und das Tian’anmen-Massaker von 1989. Folglich wurde er wegen seiner Kritik als „Gedankenkrimineller“ bezeichnet und drei Jahre lang unter Hausarrest gestellt. Aufgrund von erheblichem offiziellen und akademischen Druck der USA gewährte die chinesische Regierung Professor Li 1991 die Erlaubnis, die Vereinigten Staaten zu besuchen. Anschließend gewährte ihm die US-Regierung den Status eines ständigen Bewohners durch eine United States Permanent Resident Card. Ab 1992 hat Professor Li zahlreiche akademische Positionen eingenommen, darunter Ernennungen am Colorado College, an der University of Michigan, der University of Wisconsin-Madison, dem Swarthmore College und der University of Colorado Boulder.

## Philosophie des Menschen
Ein übergeordnetes Ziel der Arbeit von Li Zehou war die Förderung einer Philosophie des Menschen, die nicht nur auf den von Karl Marx analysierten und gesetzten materialistischen und historischen Realitäten basierte, sondern auch die Sichtweise von Immanuel Kant auf die intellektuellen, moralischen und ästhetischen Fähigkeiten des Einzelnen unterstützte. Als Kernelement seiner Analyse bezieht er auch das Denken der Großen der chinesischen Philosophie mit ein. Diese vermischte und grundlegend optimistische Sicht der Menschheit war ein Gegengewicht zu den Ansichten der Menschen während und nach den Kulturrevolutionen.
Li Zehous Analyse der marxistischen Philosophie und politischen Theorie entwickelte die nachfolgenden philosophischen Konzepte.
Praktische Philosophie der Subjektivität
Die „Praktische Philosophie der Subjektivität“ ist das Studium des Menschen auf zwei Ebenen, jede Ebene mit ihren eigenen internen zusätzlichen zwei Unterebenen von Inhalten: 1) die der Menschheit, mit einer technosozialen Struktur und einer „kultur-psychologischen“ Formation; und 2) die des Einzelnen, gleichzeitig Mitglied einer Gesellschaft, einer sozialen Klasse, einer Ethnie und so weiter, und gleichzeitig ein eigener Körper und Geist. Diese vier Dimensionen interagieren und sind miteinander verflochten.
Mit diesem Konstrukt der „Subjektivität“ ist die grundlegendste Dimension die Technosoziale. „Der Mensch muss zuerst seine körperliche Existenz sichern, bevor er sich mit anderen Dingen beschäftigen kann.“ Aber der kultur-psychologische, rituelle, kommunale und sprachliche Aspekt unterscheidet den Menschen vom Tier.
Motorisches Denken
Motorisches Denken ist die bewusste Koordination des Einsatzes eines Werkzeuges. Der Einsatz von Werkzeugen ist keine instinktive biologische Aktivität, sondern eine „erlangte und gefestigte Erfahrung durch eine lange Zeit des nachträglichen Lernens“. Der motorische Denkprozess schafft ein Selbstbewusstsein, das sich aus der Aufmerksamkeit für den Werkzeugbau ergibt. Die Übertragung von werkzeugbasierten Aktivitäten auf andere, unter Verwendung der primitiven Sprache, führt zu semantischem Denken: „Die Formen des motorischen Denkens wichen allmählich den Formen des sprachgesteuerten Denkens.“ In Verbindung mit der primitiven Sprache führt das motorische Denken schließlich zur Schaffung eines „vagen, gemeinsamen Bewusstseins, eine Gemeinschaft zu sein“, die sich zu den „symbolischen Werkzeugen schamanischer Riten und Zeremonien entwickelt, die zur Errichtung einer primitiven menschlichen Gesellschaft führen ... grundlegend anders als die der Tiere“.
Chinesische Ästhetik und das Verhältnis zur Freiheit
Li identifiziert vier Merkmale, die seine Ansichten über die chinesische Ästhetik zusammenfassen. Das Konzept von Musik/Freude (乐: Yue/Le) hat einen zentralen Platz in der chinesischen Kultur, „Musik ist Freude“. Musik hat eine zivilisatorische Wirkung und „verhindert, dass sich menschliche Emotionen tierisch entwickeln“. Musik bewirkt, dass „die Menschen gut miteinander umgehen und die Harmonie in der Gesellschaft fördern“. Musik ist linear, fließt in der Zeit und drückt Emotionen aus. Aus dieser Linearität leitet sich das zweite Merkmal der chinesischen Ästhetik ab – die Bedeutung der Linie in der chinesischen Kunst. Li erinnert daran, dass Immanuel Kant auch das überlegene ästhetische Bildformat empfand. (Die chinesische Kunst betont auch den Ausdruck von Emotionen und achtet besonders auf Rhythmus, Reim und Geschmack.) Dann beschreibt er das dritte Element, die Vermischung von Gefühl und Vernunft: „Die imaginative Realität ist wichtiger als die sensible Realität.“ Schließlich führt er die „Vereinigung von Himmel und Menschheit“ auf und beschreibt sie als „Grundgeist der chinesischen Philosophie ... die Beziehung zwischen Mensch und Mensch und zwischen Menschheit und Natur“. Er verkündet dann, dass „mit den Künsten zu wandern, ist für die Erlangung der Freiheit unerlässlich. Die Freiheit wird weder vom Himmel gesandt noch bei der Geburt mitgebracht, wie Rousseau es vorgeschlagen hat. Freiheit wird von der Menschheit geschaffen ...“ Für Li ist die Ästhetik wichtig!
Auswirkungen auf das konventionelle chinesische Denken
In der zweiten Hälfte der 1980er Jahre schrieb Li Zehou auch Kritiken über das zeitgenössische chinesische Denken. Li Zehous Essay von 1987 „Das Westliche ist die Substanz, und das Chinesische ist für die Anwendung“ stellte den konventionellen zeitgenössischen chinesischen Gedanken auf den Kopf. Li erklärte, dass das westliche Lernen sowohl Technologie als auch konzeptionelle Systeme und Philosophien, einschließlich des Marxismus umfasst und die pluralistische und vielfältige technosoziale Grundlage der modernen chinesischen Realität ist. Li kam zu dem Schluss, dass die chinesische Anwendung das westliche Lernen an die chinesischen Traditionen anpassen sollte, indem sie die Ergebnisse beeinflusst, aber nicht diktiert. Um es anders auszudrücken: Das Ziel dieser Prüfungssynthese sollte in der Ethik die Kraft und Pracht bewahren, anderen vor sich selbst den Vorrang zu geben; den Wert der Intuition im Prozess der Argumentation und die reiche chinesische Kultur im Hinblick auf den Umgang mit zwischenmenschlichen Beziehungen bewahren.
In „Duale Variation von Aufklärung und Nationalismus“ argumentiert Li Zehou, dass alle modernen Konzepte wie Freiheit, Unabhängigkeit und Menschenrechte, die nach 1919 verworfen wurden, und auch alle chinesischen Traditionen analysiert und untersucht werden sollten. Er schrieb, dass China nach einer relativ langen Periode des Friedens, der Entwicklung von Wohlstand und Modernisierung von einer Untersuchung der „jahrhundertelangen Erfahrung des Westens in politisch-rechtlicher Theorie und Praxis wie den Trennungen der drei Mächte“ profitieren würde. Li sah voraus, dass das Konzept der gesetzlich begrenzten Freiheit die Schwachen schützen und verhindern würde, dass Parteifunktionäre sich über das Gesetz stellen würden.

## Bibliografie
- Li Zehou: The Path of Beauty: A Study of Chinese Aesthetics. Oxford University Press, 1988
- Li Zehou und Jane Cauvel: Four Essays on Aesthetics: Toward a Global Perspective. Lexington Books, 2006
- Li Zehou und Maija Bell Samei: The Chinese Aesthetic Tradition. University of Hawaii Press, 2010